# Trigonella smyrnaea
Trigonella smyrnaea är en ärtväxtart som beskrevs av Pierre Edmond Boissier. Trigonella smyrnaea ingår i släktet trigonellor, och familjen ärtväxter. Inga underarter finns listade i Catalogue of Life.